# سان کارلو کاناوزه
سان کارلو کاناوزه (به ایتالیایی: San Carlo Canavese) یک کومونه در ایتالیا است که در استان تورین واقع شده‌است. سان کارلو کاناوزه ۲۱٫۰ کیلومتر مربع مساحت و ۳٬۹۴۳ نفر جمعیت دارد و ۳۷۰ متر بالاتر از سطح دریا واقع شده‌است.